# Henri Desroche
Henri Desroche (Roanne, 12 aprile 1914 – Villejuif, 1º giugno 1994) è stato un sociologo francese.

## Biografia
Nasce in una famiglia di operai della concia immigrati a Roanne dalle montagne circostanti. Frequenta la scuola primaria nella sua città, in rue Raspail, e successivamente il Collège Saint-Pierre di Villemontais e il Lycée Saint-Gildas di Charlieu. Nel 1931 entra nel Seminario maggiore della Diocesi di Lione. Due anni dopo chiede di entrare nell'Ordine domenicano e vive l'esperienza del noviziato ad Angers, presso il convento Saint-Thomas-d'Aquin, dove riceve l'abito il 2 ottobre 1933 (emetterà la professione semplice un anno dopo), diventando fra' Henri-Charles Desroches. L'aggiunta del secondo nome è legata alla sua ammirazione per Charles de Foucauld, mentre invece sull'aggiunta della "s" al cognome si sono fatte varie ipotesi, nessuna delle quali accertabile. Fra' Desroches è quindi inviato nel convento savoiardo Saint-Albert-le-Grand (situato tra La Ravoire e Saint-Alban-Leysse, alla periferia di Chambéry), per lo studio della filosofia e della teologia.
Nel 1935 svolge il servizio militare.
Il 28 aprile 1939 emette la professione solenne e nei successivi quattro mesi viene ordinato prima suddiacono, poi diacono e infine prete (25 agosto) con procedura d'urgenza a causa della mobilitazione di guerra con altri cinque confratelli, nel Seminario maggiore di Annecy.
Dopo aver combattuto (1939-1940), nel 1941 riprende gli studi e un anno dopo difende la tesi in teologia L'agapè ou l'amour généreux dans les épîtres de Saint Paul. Tra il 1943 e il 1950, è aggregato alla casa domenicana Saint-Joseph a Écully, per collaborare con il movimento Economie et Humanisme (Centro studi sui complessi sociali), pur continuando a tornare frequentemente al convento in Savoia.
Nel 1944 esce il suo primo libro: Paul Claudel, poète de l'amour. Nel 1945 affianca padre Louis-Joseph Lebret, direttore di Economie et Humanisme, che ha intanto trovato una nuova sede a La Tourette (Éveux). Contemporaneamente, e fino al 1950, dirige anche le Editions d'Economie et Humanisme e l'équipe centrale del movimento. A partire dal 1947, il movimento apre una sede a Parigi (al 48 di avenue d'Italie), che consente a padre Desroches di diventare via via più autonomo nella sua azione. In questo quadro, nel 1948 fonda la rivista Idées et Forces, di cui usciranno 7 numeri (i primi sei da lui diretti). Il 1949 è l'anno di pubblicazione di Signification du marxisme, che esce nelle librerie francesi pochi giorni dopo l'intervento di papa Pio XII contro la collaborazione tra cristiani e comunisti. Dopo alcuni mesi di reciproche incomprensioni, tra la fine del 1950 e l'inizio del 1951, padre Desroches abbandona l'Ordine domenicano e il celibato.

## Desroche sociologo all'Ecole Pratique des Hautes Etudes
Nel 1951 Henri Desroche sposa Simone Brunet, con cui avrà quattro figli. Contemporaneamente, il CNRS (Centre National de la Recherche Scientifique) approva un suo importante progetto di ricerca riguardante la storia delle comunità, degli associazionismi, dei socialismi e delle utopie del XIX secolo. Nel 1953 Desroche crea la prima di una lunga serie di istituzioni: il BECC (Bureau d'Etudes Coopératives et Communautaires).
Nel 1954 è cofondatore del “Groupe de Sociologie des Religions” (GSR) e della rivista Archives de Sociologie des Religions. Il GSR nasce sotto il patrocinio di Gabriel Le Bras. Dopo la pubblicazione del testo Les Shakers américains (1955), nel 1957, con il sostegno dello stesso Le Bras e di François Perroux, Desroche è designato Directeur d'études alla VI sezione dell'EPHE (Ecole Pratique des Hautes Etudes) che si trasformerà in EHESS (Ecole des Hautes Etudes des Sciences Sociales) nel 1975. Negli stessi anni è tra gli ispiratori dell'International Council for Research in Cooperation Development (ICRCD) e della rivista Archives Internationales de Sociologie de la Coopération (AISC), che cambierà nome più volte e che alla fine diventerà Archives des Sciences Sociales de la Coopération et du Développement (ASSCOD), terminando le sue pubblicazioni nel 1989.
Il 1958 è l'anno di fondazione del Collège Coopératif di Parigi, che ha lo scopo di favorire un miglior accompagnamento ai tanti corsisti dell'EPHE di cui dirige le ricerche. inizialmente il Collège occupa i locali del BECC (al 18bis di Avenue Hoche). L'anno seguente il Collège verrà registrato ufficialmente.
Nel 1962 Henri Desroche pubblica Marxisme et religions e si stabilisce con la famiglia all'ultimo piano della "Maison des Etudes Coopératives" (7, avenue Franco-Russe), che ospita anche i nuovi locali del Collège Coopératif. La fondazione dell'IRCOD (Conseil International de Recherche Coopérative) data al 1965, anno in cui esce nelle librerie Socialismes et sociologie religieuse, seguito, tre anni dopo, da Sociologies religieuses.
Intitolata Messianismes, utopies et sociologie des religions, la tesi di stato di Henri Desroche risale al 1970, che è pure l'anno di fondazione del "Centre Thomas More” (un foyer di dibattiti e incontri consacrato alle “scienze umane delle religioni") a La Tourette, vicino a Lione, nel convento domenicano progettato da Le Corbusier.

## Il contributo di Desroche alla conoscenza della sociogenesi della cooperazione
Il prof. Desroche è stato uno dei più importanti sociologi della cooperazione e, nell'ambito dei suoi studi ha offerto anche un contributo specifico ed originale sul tema della sociogenesi della cooperazione. 
I fenomeni che Desroche analizza in quanto aventi un rapporto genetico-causale con il nascere della cooperazione possono essere ricondotti a tre: essi sono forme associative varie, esistite precedentemente al nascere della cooperazione come movimento sociale specifico.
La prima forma di vita comune considerata è a base religiosa. Queste forme associative religiose vengono distinte da Desroche in due sottogruppi: forme di vita comune a base di religione conformista (rispetto ad una confessione dominante), o a base di religione non conformista. Ciò che sembra aver influenzato prevalentemente il caso di vita comune per entrambi i sottogruppi è il modello di vita comunitaria apostolica descritta da Atti, 2,42-47. Essa rappresenta in Europa il modello mentale più fecondo conosciuto che ha influenzato il nascere di queste comunità.
La prima forma storica rilevante di vita comune ispirata al modello apostolico è stata quella dei monasteri nati dallo sviluppo del monachesimo orientale ed occidentale, quasi come reazione alla costantinizzazione della Chiesa. Questa forma di comunione-comunismo integrale (a tendenza attestataria)  avrebbe avuto la sua incidenza e il suo sviluppo per tredici secoli, all'incirca fino alla pubblicazione di Utopia di Tommaso Moro. Le altre forme comunitarie di ispirazione apostolica cominciano a nascere nell'ambito della dissidenza religiosa con le sette protestanti (tendenza contestataria). 
Secondo Desroche tutte queste esperienze di vita integrale, nelle quali vengono implicate forme di comunismo di proprietà e di lavoro vanno collegate anche alla nascita, nell'ambito europeo, del pensiero utopico e a forme di socialismo "scientifico". Lo studio di questi due filoni di ispirazione religiosa, insieme alle varie esperienze di messianismo e millenarismo, porterebbe a rilevare la loro incidenza sulla nascita di forme di cooperazione che anticipano il moderno processo cooperativo.
Il terzo filone individuato da Desroche è quello delle forme associative di vita comune, a base non religiosa, che si ritrovano nelle forme pre-capitalistiche di produzione. Queste forme di vita comune furono segnalate da Marx ed Engels che indicarono una serie di forme cooperativistiche cancellate dal capitalismo: ejidos messicani, i mir russi, le zadruga jugoslave, la comune tedesca ed altre forme simili  esistenti in Europa, in Africa e in Asia (H. Desroche, Gli Shakers americani - Da un neocristianesimo a un presocialismo, 1956, Comunità, Milano, 1960, p. 322). La celebre ipotesi storico-sociale formulata dai due classici del socialismo tedesco e ripresa poi da Morgan, prevedeva che la futura struttura socialista sarebbe stata un ritorno, ma in forma superiore, della libertà, dell'uguaglianza e della fraternità dei popoli antichi. Non è un caso che proprio Engels nei suoi studi e nelle sue conferenze, per dimostrare la possibilità di realizzare la società socialista, citava spesso le esperienze nord americane ed in particolare quella degli Shakers (H. Desroche, Essor et declin des Shakers - "Le monde créthien", 1952, p. 6).
La definizione della cooperazione che sembra quindi dare Desroche è più estensiva sia di quella che include "forma di vita e lavoro in comune", sia di quella che include semplicemente "associazione che difende gli interessi economici". Desroche vede la cooperazione come qualcosa di più ampio: essa comprende una solidarietà che non riguarda solamente gli interessi materiali, ma anche quello delle espressioni culturali, in rapporto ad una visione globale dell'uomo e della sua vita associata.
Per ricordare le grandi linee del pensiero di Desroche sulla nascita e sullo sviluppo del processo cooperativo potremmo così sintetizzarle:
- L'ideale sociale della "comunità" ha condizionato il decollo della cooperazione;
- Sogni sociali, o come li definisce Durkheim, "ideazioni collettive", di varia natura hanno accompagnato il sorgere della cooperazione. Afferma infatti Desroche: <Per riprendere i termini di una parabola di P. Claudel: "L'Uomo non è solamente Animus, egli è anche Anima, un'Anima abitata da una forza di convinzione globale che è a sua volta meno e più di una certezza scientifica...Più sovente, nel passato e nelle società tradizionali, queste convinzioni sono o sono state convinzioni religiose o para-religiose, anche quando, come nelle società moderne, esse prendono la forma di una adesione a degli ideali non-teologici, esse contengono qualche cosa di quella globalità che caratterizza l'adesione religiosa. Anche il movimento cooperativo non è sfuggito alla logica di questa genesi> (H. Desroche, Associationnisme développement et ideations collectives, AISCD, n. 31, 1972: p 5)
- I messiamismi ed i millenarismi, in quanto forme di ideazioni collettive sono stati ambiti di elaborazioni e di effervescenze per rivoluzioni sociali feconde. È attraverso la realizzazione pratica delle cosiddette comunità utopico-religiose e la loro progressiva secolarizzazione che si arriva alla preistoria del processo di cooperazione. Il messianismo ed il millenarismo praticati sarebbero quindi un ponte tra le utopie medioevali ed il sorgere del socialismo europeo e cooperativo (H. Desroche, Sociogénèse du procesus coopératif - Cooperatives integrales et intégration cooperatives, Communauté, n.7-8: p. 57-92; Messianisme et utopies, Note sur les origines du socialisme occidentale, 1960, ASR; Socialisme et sociologie religieuse, Cujas, 1965: p. 455).
- La cooperazione attraverso una fase di crescita, fatta di tentativi e fallimenti si crea un proprio "statuto"; dovrà quindi difendersi dal capitalismo europeo e dall'attacco ideologico e rivoluzionario della Prima Internazionale e dei successivi Congressi dei Partiti Operai europei (H. Desroche, Sectes, utopies e modes de coopération, Bulletin de liasion, n. 1, 1954: p. 8).
- La cooperazione, attraverso successive fasi di acculturazione, passa dalla originale impostazione multifunzionale o integrale alle concezioni segmentali o unifunzionali insieme a posizioni di coesistenza con vari regimi economici e politici fino a perdere la spinta "utopica" e la originaria tensione al mutamento sociale (H. Desroche, Expansion coopérative et problèmes sociologique, AISC, n. 2 1957.

A questa impostazione occorre segnalare le critiche di due importanti intellettuali: la prima è di Roger Bastide, amico dello stesso Desroche, che in un suo famoso libro (Noi e gli altri, 1970, Milano, Jaca Book) pone dubbi sul rapporto genetico tra comunità e cooperazione. Bastide cerca di dimostrare come in questa posizione esista una certa confusione tra "spirito comunitario" e "spirito cooperativo" e addirittura rifacendosi a Marx ne dimostra l'opposizione. La seconda osservazione è di  M. de Queiroz che nel suo (Riforma e Rivoluzione nelle società tradizionali. Storia ed etnologia ei movimenti messianici, Jaca Book, 1968, Milano, p.274) sostiene che le "comunità dei poveri" non hanno nulla in comune con i moderni proletari, se non qualche "tema comunistico".

## Desroche e l'educazione degli adulti
Il 1971 è un anno di svolta perché viene pubblicato il primo libro consacrato espressamente all'educazione degli adulti: Apprentissage en sciences sociales et éducation permanente (poi chiamato Apprentissage 1). L'anno seguente esce anche Les dieux rêvés; théisme et athéisme en utopie, seguito da L'homme et ses religions; sciences humaines et expériences religieuses. Nel 1973 Desroche pubblica uno dei suoi testi più conosciuti e tradotti: Sociologie de l'espérance. Tre anni dopo, pubblicazione di Le projet coopératif; son utopie et sa pratique, ses appareils et ses réseaux, ses espérances et ses déconvenues, tradotto poi anche in Italia.
Su proposta della Facoltà di Teologia, l'Università di Uppsala (Svezia) gli conferisce il titolo di Dottore honoris causa per le sue ricerche in sociologia delle religioni. Nello stesso anno, Desroche crea il RHEPS (Réseau des Hautes Etudes des Pratiques Sociales). Si tratta di un'associazione che raggruppa le università che rilasciano il DHEPS (Diplôme des Hautes Etudes des Pratiques Sociales), un diploma in pratiche sociali da lui istituito.
Il secondo libro consacrato all'educazione degli adulti è Apprentissage 2; Education permanente et créativités solidaires, apparso nel 1978. Sempre in quell'anno, Desroche crea l'ICI (Institut Coopératif Interuniversitaire), diventato in seguito UCI (Université Coopérative Internationale). Con l'apporto di Maurice Manificat, inoltre, un nuovo Collège Coopératif vede la luce a Lione.
Tra il 1977 e il 1987 Desroche è incaricato di numerose missioni in Africa, America Latina e Québec. È così che inizia a prendere corpo l'UCI, una vera e propria università "itinerante e stagionale".
Nel 1979 il DHEPS diventa un diploma universitario dell'Université Lumière-Lyon-II. Nel 1983, appare in libreria Pour un traité d'économie sociale. Il 9 novembre dello stesso anno il RHEPS è costituito ufficialmente sotto forma di GIS (Groupe d'intérêt scientifique).
Nel 1986, Desroche fonda la BHESS (Bibliothèque historique des économies sociales)
Nel 1987, durante uno dei suoi tanti viaggi in Africa, Desroche accusa un serio problema di salute che lo costringerà a ridimensionare la sua attività. Ciononostante, a partire dal 1990, nella sua nuova casa di Villejuif concepisce e autoproduce la rivista Anamnèses; Cahiers de Maïeutique. Intanto nel 1990 dà alle stampe il terzo volume dedicato all'educazione degli adulti: Entreprendre d'apprendre; D'une autobiographie raisonnée aux projets d'une recherche-action (Apprentissage 3). Due anni più tardi, esce anche Mémoires d'un faiseur de livres, un libro-intervista realizzato con Thierry Paquot.
Nel 1993 è infine co-fondatore di "Bastidiana", un Centro studi in onore dell'amico antropologo Roger Bastide (1898-1974).
Henri Desroche muore a Villejuif, nella periferia di Parigi, il 1º giugno 1994.

### Fonti
- Emmanuelle Betton, Davide Lago e Christophe Vandernotte (a cura di), «Éducation permanente et utopie éducative. Actualité d'Henri Desroche», Éducation permanente, n. 201, 2014.
- Jean-François Draperi, Percorrere la propria vita. Formazione all'autobiografia ragionata, Genova 2012.
- Jean-François Draperi, Henri Desroche. Espérer, coopérer, s'éduquer, Parigi 2014.
- Davide Lago, Henri Desroche, théoricien de l'éducation permanente, Parigi 2011.
- Davide Lago, «Ricercatori o consumatori di corsi? Gli adulti nel modello di apprendimento permanente di Desroche», LLL/Focus on Lifelong Lifewide Learning, n. 23, 2014.
- Davide Lago, «Un autre monde est possible: l'utopie pratiquée par l'Université coopérative internationale (1976-1992)», Recma/Revue internationale de l'économie sociale, n. 348, 2018, pp. 112-126.
- Davide Lago, L'autobiographie raisonnée: histoire d'une pratique de trans-formation, in Marie-Claude Bernard, Davide Lago e Hervé Prévost, Recits de vie et formation d'adultes, Lione, in stampa.
- L. Loty, J.-L. Perrault e R. Tortajada (a cura di), Vers une économie humaine? Desroche, Lebret, Mounier, Perroux, au prisme de notre temps, Parigi, 2014.
- Pierre-Marie Mesnier e Philippe Missotte, La recherche-action. Une autre manière de chercher, se former, transformer, Parigi, 2003.
- Émile Poulat e Claude Ravelet, Henri Desroche, un passeur de frontières, Parigi 1997.
- Claude Ravelet e Philippe Trouvé, Henri Desroche, Parigi, 2008.
- Michel Thiollent, Pesquisa-acão e projeto cooperativo na perspectiva de Henri Desroche, São Carlos, 2006.
- Matteo Fiore, Il contributo di H. Desroche alla sociologia della cooperazione, Anno accademico 1972-1973, tesi di laurea, Università Cattolica del S. Cuore, Milano.